# You Took the Words Right Out of My Mouth
You Took the Words Right Out of My Mouth (Hot Summer Night) (englisch für: „Du hast mir die Worte geradewegs aus dem Mund genommen (Heiße Sommernacht)“) ist ein Lied des US-amerikanischen Rockmusikers Meat Loaf, das im Oktober 1977 erschien.

## Entstehung und Veröffentlichung
Getextet und komponiert wurde das Lied von Jim Steinman. Für die Produktion zeichnete Todd Rundgren verantwortlich.
Die Erstveröffentlichung von You Took the Words Right Out of My Mouth (Hot Summer Night) erfolgte im Oktober 1977 als Albumtitel und Single bei Epic Records. Die Single erschien als 7″-Single mit der B-Seite For Crying Out Loud (Katalognummer: 8-50467). Am 21. Oktober 1977 erschien das Lied als Teil von Meat Loafs zweiten Studioalbum Bat Out of Hell (Katalognummer: 82 419), dessen erste Singleauskopplung es ist. Im Folgejahr erschienen weitere Singleausführungen mit der B-Seite Paradise by the Dashboard Light in den Vereinigten Staaten (Katalognummer: 8-50634) oder auch Two Out of Three Ain’t Bad in den Niederlanden (Katalognummer: EPC 6729).

## Kommerzieller Erfolg

### Chartplatzierungen
| ChartsChartplatzierungen       | Höchstplatzierung | Wochen |
| ------------------------------ | ----------------- | ------ |
| Deutschland (GfK)              | 22 (13 Wo.)       | 13     |
| Vereinigte Staaten (Billboard) | 39 (13 Wo.)       | 13     |
| Vereinigtes Königreich (OCC)   | 33 (8 Wo.)        | 8      |

### Auszeichnungen für Musikverkäufe
| Land/Region                  | Auszeichnungen für Musikverkäufe (Land/Region, Auszeichnung, Verkäufe) | Verkäufe |
| ---------------------------- | ---------------------------------------------------------------------- | -------- |
| Australien (ARIA)            | Platin                                                                 | 70.000   |
| Neuseeland (RMNZ)            | Platin                                                                 | 30.000   |
| Vereinigtes Königreich (BPI) | Gold                                                                   | 400.000  |
| Insgesamt                    | 1× Gold · 2× Platin ·                                                  | 500.000  |

Hauptartikel: Meat Loaf/Auszeichnungen für Musikverkäufe

## Coverversionen
- 1981: Reg Livermore – Hot Summer Night (Album: The Entertainer)
- 2007: Remus and the Lupins (Album: Born to Howl)